# リチャード二世 (シェイクスピア)

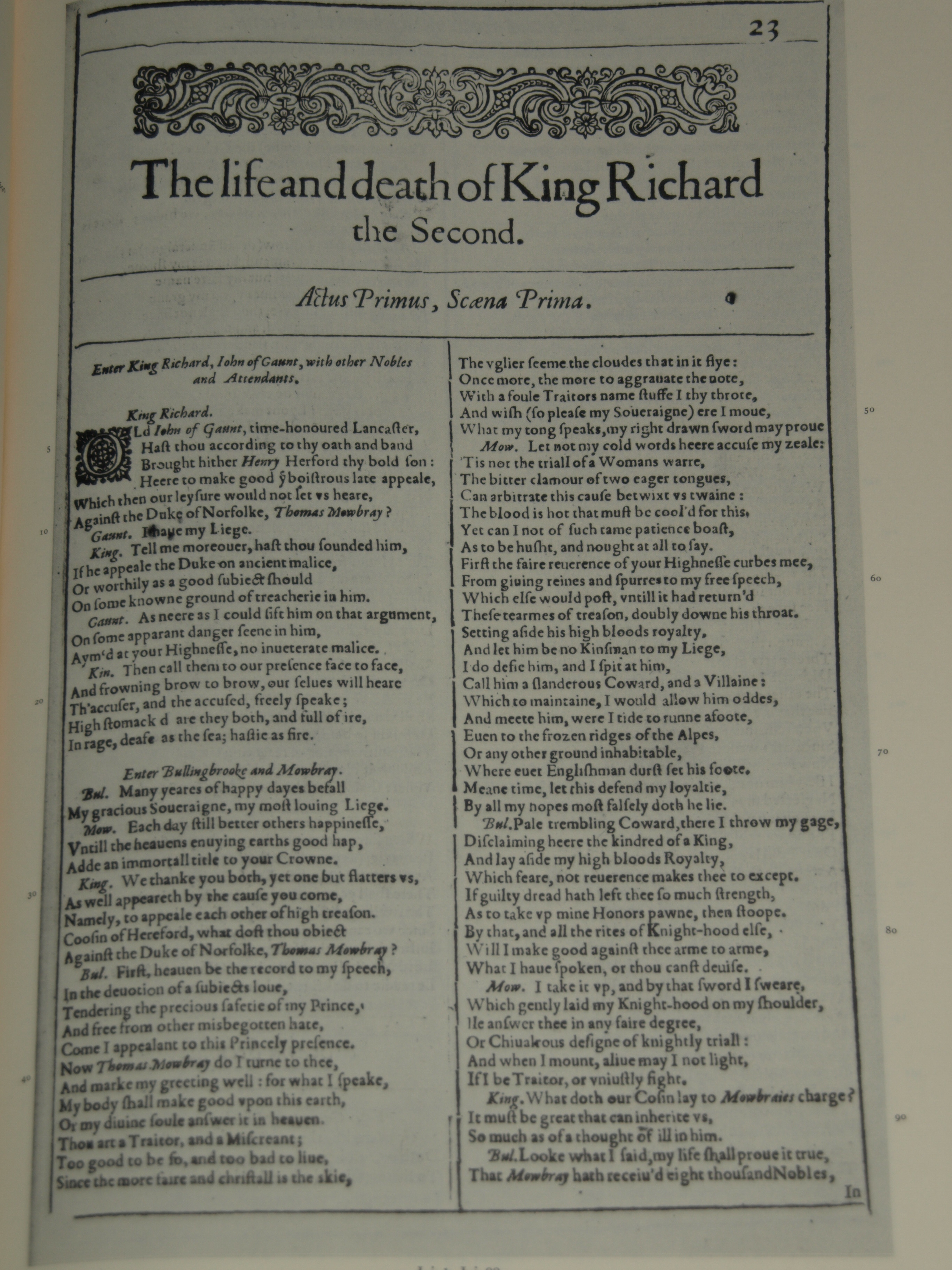
「ファースト・フォリオ」（1623年）の『リチャード二世』の表紙の複写

『リチャード二世』（リチャードにせい、King Richard the Second）は、ウィリアム・シェイクスピア作の歴史劇。1595年頃に書かれたと信じられている。リチャード二世の生涯に基づくもので、シェイクスピアの第2四部作（『リチャード二世』『ヘンリー四世 第1部』『ヘンリー四世 第2部』『ヘンリー五世』。研究者たちは「ヘンリアド」と呼んでいる）の1作目にあたる。独立した作品を意図して書かれていない可能性もある。
1623年に出版された「ファースト・フォリオ」では「歴史劇」に分類されているが、1597年に出版された「四折版」では「悲劇」（『The tragedie of King Richard the second（王リチャード二世の悲劇）』）とされている。

## 材源
シェイクスピアが『リチャード二世』で主に材源としたのは、他の史劇同様、ラファエル・ホリンシェッドの『年代記（Chronicles）』（1587年出版の第2版）で、それが劇に「terminus ad quem（目標）」を与えた。エドワード・ホール（Edward Hall）の『ランカスター、ヨーク両名家の統一（The Union of the Two Illustrious Families of Lancaster and York）』（1542年）も参考にしたようで、研究者たちは他にも、サミュエル・ダニエル（Samuel Daniel）の薔薇戦争を題材とした詩にシェイクスピアは通じていたのではと示唆している。
いくらか複雑なのは、大英博物館に不完全な原稿の写しが残っている匿名の作者によって書かれた題名のない戯曲の存在である。この戯曲は『リチャード二世 第1部（The First Part of Richard II）』とも『トマス・オブ・ウッドストック（Thomas of Woodstock）』とも呼ばれていて、『リチャード二世』と登場人物は異なるものの、扱われている事件はその前編にあたるものである。そのことと作者が匿名であることから、学者の中には『リチャード二世 第1部』の全てあるいは一部をシェイクスピアが書いたのでないかはと考えているが、多くの評論家はシェイクスピアの作品ではなく、シェイクスピアの影響を受けて書かれた二次的なものだろうと見ている。

## 創作年代とテキスト

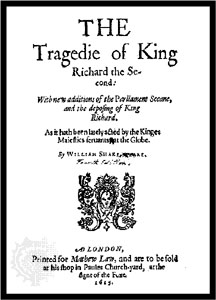
1615年の『リチャード二世』Q5の表紙

『リチャード二世』は1597年8月29日、書籍商アンドリュー・ワイズ（Andrew Wise）によって書籍出版業組合の記録に登録された。最初の「四折版」（Q1）が出版されたのは翌1598年で、出版者はワイズ、印刷はヴァレンタイン・シムズ（Valentine Simmes）である。1598年にはやはり四折版のQ2、Q3が出るが、2年の間で3版を重ねたシェイクスピア劇は『リチャード二世』だけである。さらに1608年にQ4、1615年にQ5が出て、1623年出版の「ファースト・フォリオ（最初の二折版）」がそれに続く。
それらにはいくつかの違いがあり、四折版では些細なものだが、「ファースト・フォリオ」ではかなりの違いがある。まずQ1、Q2、Q3（シェイクスピアの原稿に基づいたものと一般に見られている）には、リチャード二世の廃位の場面が欠けている。Q4では、プロンプター用の台本から起こされた「ファースト・フォリオ」のものほど長くはないものの、廃位の場面が登場する。僅かな証拠から推測するしかないが、廃位の場面が四折版で削られているのは、劇場もしくは祝典局長（Master of the Revels）エドマンド・ティルニー（Edmund Tylney）による検閲があったからだと考えられている。一方、「ファースト・フォリオ」はシェイクスピアのオリジナルの意図を反映したものだとされる。しかし、それを裏付ける証拠はなく、Q4の表紙には「最近上演された」廃位の場面という言及がされている（これもまた検閲によるものかも知れない）。

## 登場人物

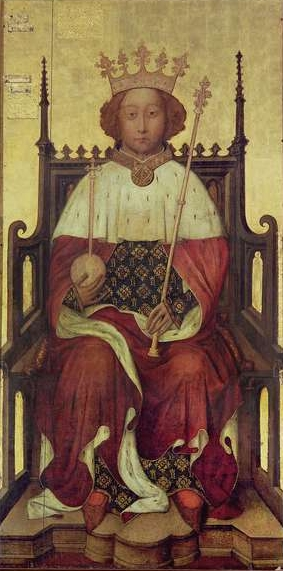
リチャード二世

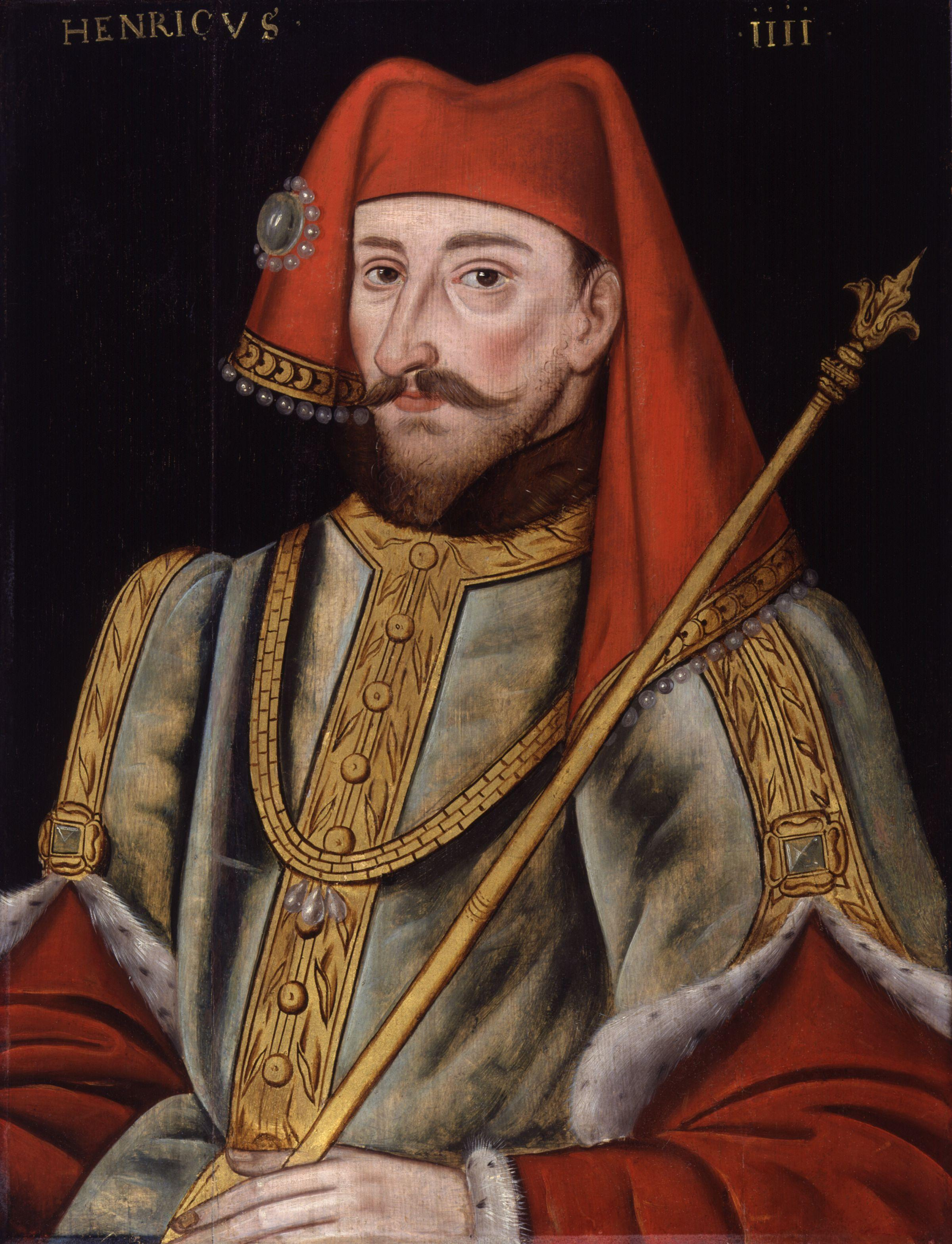
ヘンリー・ボリングブルック

- 王リチャード二世（KING RICHARD THE SECOND）
- ランカスター公ジョン・オブ・ゴーント（JOHN OF GAUNT, Duke of Lancaster） - 王の叔父。
- ヨーク公エドマンド・オブ・ラングリー（EDMUND LANGLEY, Duke of York） - 王の叔父。
- ヘリフォード公ヘンリー・ボリングブルック（HENRY, surnamed BOLINGBROKE, Duke of Hereford） - ジョン・オブ・ゴーントの子。後のヘンリー四世
- オーマール公（DUKE OF AUMERLE） - ヨーク公の子。
- ノーフォーク公トマス・モーブレー（THOMAS MOWBRAY, Duke of Norfolk）
- サリー公（DUKE OF SURREY）
- ソールズベリー伯（EARL OF SALISBURY）
- バークリー卿（LORD BERKELEY）
- バッシー（BUSHY） - 王リチャードの家来。
- バゴット（BAGOT） - 王リチャードの家来。
- グリーン（GREEN） - 王リチャードの家来。
- ノーサンバランド伯ヘンリー・パーシー（HENRY PERCY, Earl of Northumberland）
- ヘンリー・パーシー（HENRY PERCY, surnamed Hotspur） - ヘンリー・パーシーの子。「ホットスパー」。
- ロス卿（LORD ROSS）
- ウィロビー卿（LORD WILLOUGHBY）
- フィッツウォーター卿（LORD FITZWATER）
- カーライル司教（BISHOP OF CARLISLE）
- ウェストミンスター修道院長（ABBOT OF WESTMINSTER）
- 式部官（LORD MARSHAL）
- サー・ピアース・オブ・エクストン（SIR PIERCE OF EXTON）
- サー・スティーヴン・スクループ（SIR STEPHEN SCROOP）
- ウェールズ部隊の隊長（Captain of a band of Welshmen）
- リチャード二世の王妃（QUEEN TO KING RICHARD）
- グロスター公爵夫人（DUCHESS OF GLOUCESTER）
- ヨーク公爵夫人（DUCHESS OF YORK）
- 王妃に仕える侍女たち（Lady attending on the Queen）
- 貴族たち、伝令たち、役人たち、兵士たち、庭師たち、牢番、使者、馬丁、従者たち

## あらすじ

### 第1幕
劇は、威厳をもって玉座に座るリチャード2世から始まる。従兄弟であるヘンリー・ボリングブルック（ボリングブルックは異名）と、トマス・モーブレーから自分たちの論争を裁定して欲しいと乞われる。ボリングブルックの言い分は、モーブレーは王から支給された軍資金を横領し、また王の弟であるグロスター公（トマス・オブ・ウッドストック）の不可解な死にも関与したというもので、それに対してモーブレーはボリングブルックに名誉を傷つけられたと憤っていた。リチャード二世は二人を和解させようとするが、叶わず、決闘を認める。しかし、決闘が始まる直前、リチャード二世は二人にイングランドからの追放を言い渡す。ボリングブルックは6年間の、モーブレーは永久の追放である。この裁定が結果的にリチャード二世の廃位と死に繋がるわけで、劇中、モーブレーがそれを予言する。

### 第2幕
ボリングブルックの追放後、その父親ジョン・オブ・ゴーントが死去する。リチャード二世はその遺産を取り上げ、アイルランド征伐の資金とする。貴族たちはこの仕打ちに加え、リチャード二世が貴族たちに対して先祖が犯した罪で罰金を課したり、民衆に重税を課したりすることに憤る。ボリングブルックが財産の返還を求めてひそかにイングランドに帰国したと知ると、貴族たちはボリングブルックを先頭にリチャード二世打倒の行動に出る。

### 第3幕
リチャード二世がアイルランド遠征から戻った時、イングランドはボリングブルックたちの手に落ちていた。ボリングブルックは財産の返還と、さらに王座を要求する。

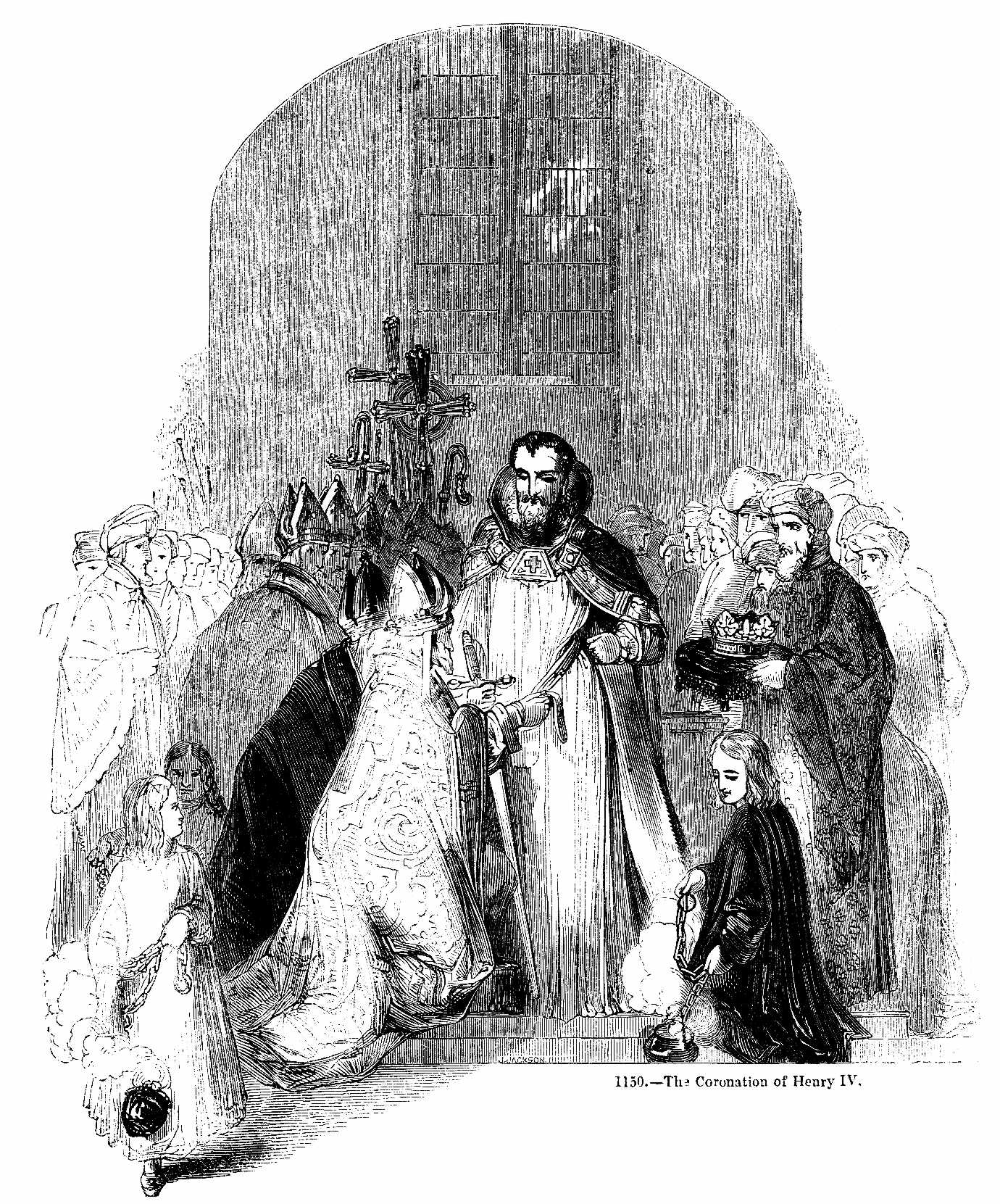
ヘンリー四世の即位

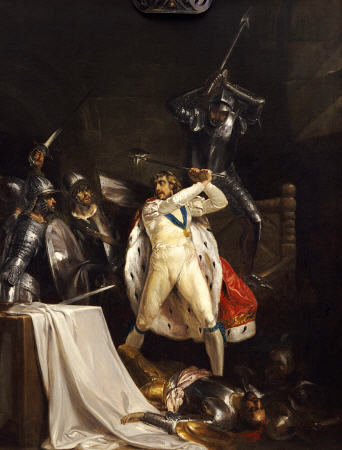
リチャード2世の暗殺

### 第4幕
ウェストミンスター大会堂で、リチャード二世からボリングブルックに王冠が衆人を前に譲渡される。

### 第5幕
リチャード二世はボリングブルックによってポンフレット城（ポンフレットは現ポンテフラクトのこと）に幽閉される。
王ヘンリー四世となったボリングブルックが存命のリチャード二世のことを「生きている恐怖（living fear）」と言ったのを聞いた騎士エクストンは、それを暗殺の指示と理解して、ポンフレット城に行き、リチャード二世を暗殺する。
ヘンリー四世は先走ったエクストンを処罰して、リチャード二世の死の罪を浄めるためにエルサレム遠征を行うことを誓う。

## 分析と批評

### 構造と文体
『リチャード二世』は全5幕から成っていて、その構造はその文体同様、因習的である。内容は、リチャード二世の破滅とボリングブルック（ヘンリー四世）の台頭を描いた二重の補完的なプロットを持っている。評論家ジョン・R・エリオット・ジュニアは、『リチャード二世』には隠された政治的意図があり、他の歴史劇とは異なるものだと指摘する。シェイクスピアの悲劇の通常の構造は、中心となる政治的な主題を描くために部分修正されている。『リチャード二世』の主題は、ボリングブルックが王座へ登り詰めることと、王権をめぐってのリチャード二世とボリングブルックの争いである。第4幕と第5幕で、シェイクスピアはリチャード二世の運命とは関係のない事件を描いていて、その解決は『ヘンリー四世 第1部』『ヘンリー四世 第2部』『ヘンリー五世』を含めた四部作の中で解決される。
文芸評論家ヒュー・M・リッチモンドは、リチャード二世の王権神授説についての考えは中世の王権観と一致する傾向にあり、一方、血統だけでなく知性・政治の経験的な知識が良い王を生むと訴えるボリングブルックは、王権に対してより現代的な見方をしていると指摘する。リチャード二世は自分は神の導きで王に選ばれたと信じている。自分が気弱であり、イングランド国民に好かれていないことは問題にしていない。ジョン・R・エリオットは、そうした王の役割についての誤った考えが結果的にリチャード二世の失敗を招き、さらに、中流階級あるいは下層階級に対する接し方・話し方がボリングブルックを王座に導いたのだと指摘している。
シェイクスピアにしては珍しいことだが、『リチャード二世』はほとんど韻文で書かれている。さらに、第3幕第4番でのイングランドと庭園の喩え、第5幕第1場の王と獅子の喩えなど、記憶に残る隠喩も多い。
リチャード二世の文体は初期の歴史劇に較べて流暢で、劇のトーン、テーマを表すのに役だっている。シェイクスピアはリチャード二世を、行動よりむしろ状況の分析を好む人物として描くため、長い韻文、引喩、直喩、独白を用いている。リチャード二世は常に、自分を王位の象徴である太陽などに喩え、また自分のふるまいを決めるのにもそうした象徴を用いる。王冠は自分の王権の象徴で、現実の王としての務め以上にリチャード二世には大事なものである。
シェイクスピアの他の歴史劇と異なり、『リチャード二世』では散文はほとんど使われていない。ちなみに、シェイクスピアは習慣として散文を社会階級を区別するために（たとえば、上流階級は詩のように喋り、下層階級は散文で話すといったように）使っている。一方、登場人物の言葉遣いには違いをつけている。たとえば、リチャード二世には美辞麗句の隠喩的な言い回しを、一方ボリングブルックには、貴族階級ではあるが、もう少し平明で直接的な話し方をさせている。

### 歴史的文脈
『リチャード二世』はエリザベス一世統治期終わり頃に上演・出版された。エリザベス一世には子供がおらず、また、これから世継ぎを作るには高齢すぎた（1595年で60歳）。『リチャード二世』の王位継承は、もしかするとエリザベス一世とリチャード二世との類似を利用して、執筆当時の政治的状況への意見を、つまり、女王の王位継承者には安定した王朝を作りうる能力の人物を、と訴えているのかも知れない。

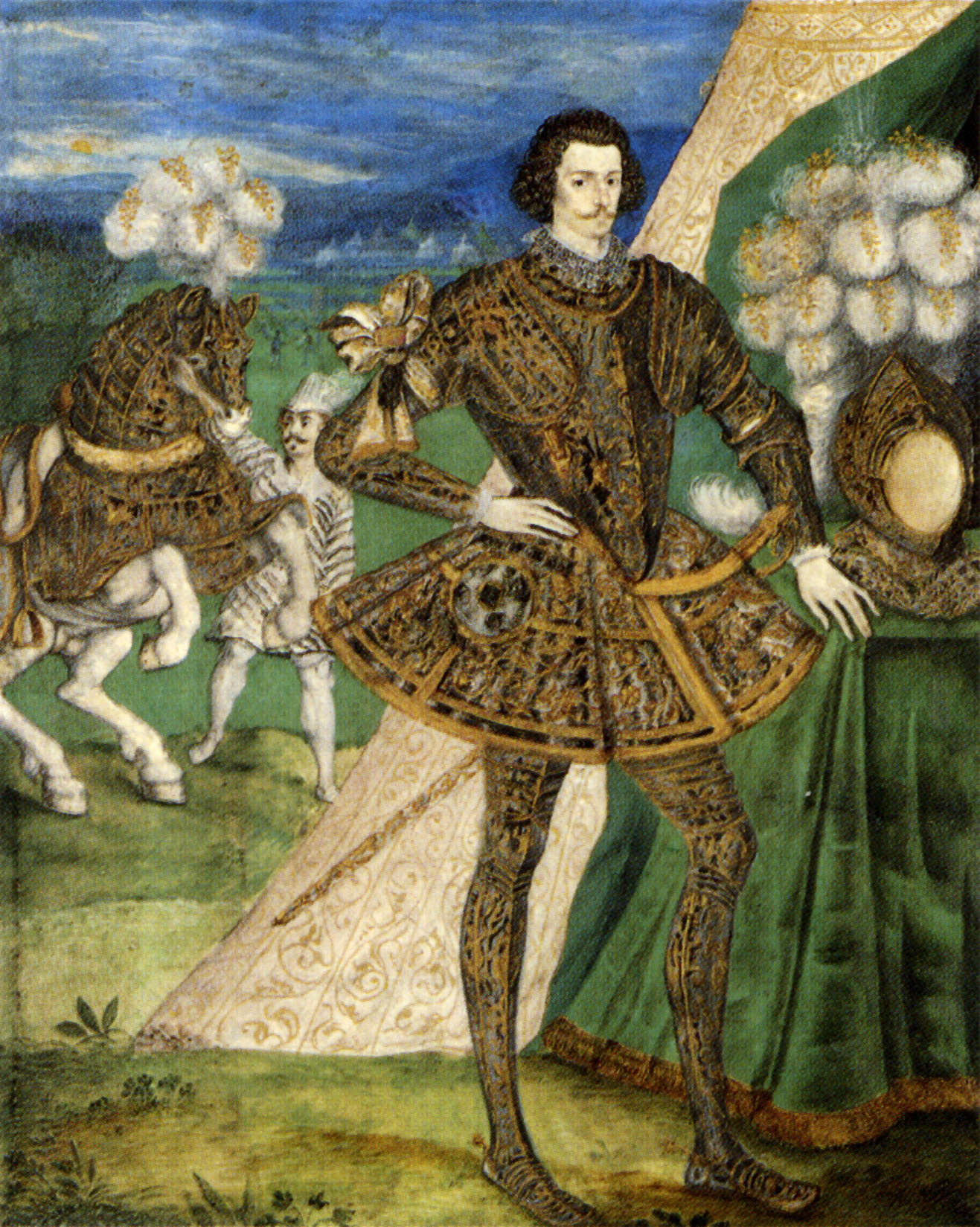
第2代エセックス伯ロバート・デヴァルー（ニコラス・ヒリヤード画。1593年 - 1595年）

エドワード三世以降の歴史を政治的な火種と見る考えは、1600年の第2代エセックス伯ロバート・デヴァルーの反逆罪裁判によっても明かである。この裁判の中で、歴史家ジョン・ヘイワード（John Hayward）は『ヘンリー四世伝』をエセックス伯に献じた。エセックス伯から依頼されたという容疑でヘイワードは投獄され、さらにエセックス伯がエリザベス一世に対して謀反を企て失敗する直前の1601年1月にも再度取り調べられた。
『リチャード二世』はエセックス伯の最終的な没落に関する諸々の出来事の中ではさほどの役割を演じていないように見える。1601年2月7日の夜、第9代ノーサンバランド伯ヘンリー・パーシー（Henry Percy, 9th Earl of Northumberland）の2人の若い息子チャールズとジョシリンを含むエセックス伯の支持者たちが、グローブ座での『リチャード二世』上演を依頼し、翌日、エセックス伯とともに武装蜂起した。エセックス伯の裁判で、宮内大臣一座の俳優オーガスティン・フィリップス（Augustine Phillips）は、役者たちが大勢の観客を呼ぶには古すぎるし「使えない」と感じたこの芝居に、反乱者たちは代金として40シリングを支払ったと証言した。エリザベス一世はリチャード二世伝の政治的な影響を危惧していた。疑わしいがよく知られている話によると、女王はウィリアム・ランバード（William Lambarde）にこう尋ねたという。「私がリチャード二世、あなたたちも知っていますよね?」。同じ資料の中に、女王は『リチャード二世』が「公の通りと家」で40回も上演されたことに不平を漏らしたともある。ただし、それを裏付ける証拠はない。それはともかく、宮内大臣一座がエセックス伯のグループとの関連で害を被った様子はない。1601年の告解火曜日には女王のために上演もやっている。ちなみにその日はエセックス伯が処刑される前日であった。

### テーマとモチーフ

#### 王の二つの身体
エルンスト・カントロヴィチは中世の政治的神学を分析した著書『王の二つの身体』の中で、中世の王は「自然的身体」と「政治的身体」の二つの身体を持っていると述べている。この本のテーマは、ボリングブルックの追放からリチャード二世の廃位までの『リチャード二世』の物語全体と関連している。自然的身体とは死を免れない身体で、すべての人間の弱さの原因である。一方、政治的身体は霊的な身体で、病気や老いといったものの影響を受けない。この二つの身体が（政治的身体を自然的身体の上位に置いて）一人の人間の中で一つになるのである。
評論家の多くは、それこそ『リチャード二世』の中心テーマであり、3つの主要な場面（第3幕第2場のウェールズの海岸、第3幕第3場のフリント城、第4幕第1場のウェストミンスター大会堂）でそれが描かれているということに同意している。
まずウェールズの海岸で、アイルランドから戻ったばかりのリチャード二世はイングランドの大地を愛撫し、自らの王国への執着を示す。しかし、王位という概念は、ボリングブルックの反乱の報告を聞くうちに、徐々に揺らいで行く。リチャード二世は反乱のことを考えるあまり、自らの王としての特質を忘れだす。
この変化は、フリント城の場面でも描かれている。王の二つの身体が分離し、王はより詩的で象徴的な言葉を使い出す。家臣たちが続々とボリングブルックの軍に加わり、自らの軍勢が弱体化するにつれ、リチャード二世の政治的身体は弱まってゆく。宝石を諦め、王の威信が失われていくことを余儀なくされる。絶望からいったんはボリングブルックへの服従を考えるが、自分が神の側にいることを思いだし、再び威厳を取り戻す。王という称号がもはや自分に相応しくないとわかっていながら、リチャード二世はなおも王位にしがみつこうとする。
ウェストミンスター大会堂では、王の概念はリチャード二世よりもむしろカーライル司教によって支えられている。リチャード二世はこの時点では威厳をなくし、精神的に不安定になっている。リチャード二世は聖書から、自らをイエスに、敵たちをピラトにたとえて表現する。リチャード二世は、王冠・王笏を譲ることで自ら「王であることをやめる」。鏡を見る場面は二つの身体の終わりである。平凡な自分の身体を確かめた後、リチャード二世は鏡を床に叩きつけて粉々にし、王であった過去と現在を放棄する。過去の栄光を失って、リチャード二世は最終的に政治的身体から解放され、自然的身体と内面の思索・悲しみに身を退く。評論家J・D・ウィルソンも、リチャード二世の人間であり犠牲者でもある二重性格が劇の最後でのリチャード二世の死を導いたと指摘する。リチャード二世は王族の犠牲者を演じ、その血が流されたことで、イングランドは2世代にわたる内戦を繰り返すことになるのである。

#### マキャヴェッリ的王の台頭
『リチャード二世』はボリングブルックが王になるところで終わる。イングランドに新しい時代が幕を開けたのである。歴史的調査によると、ニッコロ・マキャヴェッリの『君主論』の英訳本は1585年には既に存在していて、イングランド王たちの統治に影響を与えたという。評論家アーヴィング・リブナーは、ボリングブルックの中にマキャヴェッリ哲学の顕示が見られることを指摘している。マキャヴェッリが『君主論』を書いたのはイタリアが政治的カオスにある時で、その中には、政治的指導者が混乱の中、国を導き、繁栄を取り戻す公式が書き留められている。ボリングブルックは確かに混乱したイングランドに生きた力のある指導者で、マキャヴェッリの言った公式に沿った行動を取っている。『リチャード二世』の冒頭で、ボリングブルックはモーブレーを糾弾し、表には出さないがリチャード二世の政治をも責めている。ノーサンバランド伯をそばに置くのは貴族たちをコントールする道具としてである。ボリングブルックは権力を手にするや、ブッシー、バゴット、グリーン、ウィルトシア伯といったリチャード二世の忠臣たちを処罰する。さらに、王国に法律厳守の維持（マキャヴェッリ哲学の重要な原則）を命じ、誰の目にも疑いない真の王位継承者の証である王冠などの譲渡をリチャード二世に要求する。マキャヴェッリは追放された王は殺されるべきであると述べているが、ボリングブルックも王位の安全のため、非情にもリチャード二世を殺す。しかし、自ら殺すのではなく、ピアース・オブ・エクストンを使って殺させる。劇全体からすれば些細なことだが、リブナーは、ボリングブルックがいくつかの点でマキャヴェッリ哲学に従っていない（たとえば、オーマール公を処罰しなかったこと）も指摘している。なお、聖地への遠征について触れるボリングブルックの最後の台詞も、支配者は信心深く見せるべきというマキャヴェッリ哲学通りである。このように考えると、『リチャード二世』は、リチャード二世と比して、より威厳ある王によって王位が引き継がれるという、イングランド史のターニング・ポイントと見ることも可能である。

## 上演史
1595年12月9日、サー・エドワード・ホビーがロバート・セシルを招待して「リチャード王」を見たという記録があり、これはシェイクスピアの『リチャード二世』の上演だったのではないかと言われているが、別の芝居か絵画、あるいは文書ではないかという説もあり、はっきりしたことはわかっていない。
他の依頼公演は1601年2月7日のグローブ座で、依頼したのは前述したエセックス伯の支持者たちである。
1607年9月30日、シエラレオネ沖に浮かぶイギリス東インド会社レッド・ドラゴン号での上演で、ウィリアム・キーリング船長の部下たちが『リチャード二世』を演じたという記録があるが、この記録の正確性については疑念を呈する意見がある。
グローブ座では1631年6月12日にも上演されている。

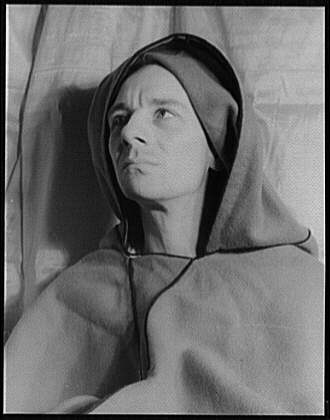
リチャード二世に扮したジョン・ギールグッド（カール・ヴァン・ヴェクテン撮影。1936年）

王政復古期の1680年には、ネイハム・テイト（Nahum Tate）がドルリー・レイン劇場（Theatre Royal, Drury Lane）で『リチャード二世』の改定版を上演しようとした。政治的ほのめかしがあることから、テイトは舞台を外国に、題名を『シシリーの略奪者（The Sicilian Usurper）』と変え、さらにリチャード二世の高貴な人柄を強調、逆に弱点を薄めることによって、ステュアート朝の批判をかわそうとした。しかしいずれの手段も実を結ばず、テイトが序文に書いたように「silenc'd on the third day（3日目での沈黙＝上演禁止）」となってしまった。
1719年のリンカンズ・イン・フィールド（Lincoln's Inn Fields）でのルイス・シオボルド（Lewis Theobald）の上演は成功し、改訂も少なくて済んだ。1738年のコヴェント・ガーデンでの上演では、シェイクスピアのオリジナル版が復活した。
20世紀になって、ジョン・ギールグッドが1929年のオールド・ヴィック・シアターでリチャード二世を演じ、世界の演劇界に衝撃を与えた。ギールグッドは1937年、1953年にもリチャード二世を演じ、決定的な当たり役と見なされた。もう一人の当たり役はモーリス・エヴァンスで、1934年にオールド・ヴィック・シアターでリチャード二世を演じた後、1937年のブロードウェイ公演でセンセーションを巻き起こし、1940年にもニューヨークで再演、さらには1954年のテレビ『Hallmark Hall of Fame』でその名誉を不動のものとした。1978年にはBBCの「The Shakespeare Plays」シリーズの1本として映像化され、デレク・ジャコビがリチャード二世を演じ、ギールグッドもジョン・オブ・ゴーント役で出演した。
2012年にはBBCがテレビ映画シリーズ『ホロウ・クラウン/嘆きの王冠』の一篇として製作した。

### 日本語訳一覧
- 訳：坪内逍遥 「シェークスピヤ全集 第20巻」早稲田大学出版部 1926。のち新樹社・名著普及会
- 訳：菅泰男『世界古典文学全集 第43巻　シェイクスピアIII』筑摩書房 1966
- 訳：小田島雄志、白水社 シェイクスピア全集 1979。白水Uブックス 1983
- 訳：木下順二『世界文学全集 9　シェイクスピア』講談社 1983
- 訳：福田恆存「シェイクスピア全集」新潮社 1986
- 訳：田中晏男 山口書店 1993
- 訳：松岡和子「シェイクスピア全集26」ちくま文庫 2015